# مائوریسیو سوزا
مائوریسیو لوئیز دِسوزا (پرتغالی: Maurício Luiz de Souza) با نام کوتاه مائوریسیو سوزا بازیکن والیبال اهل برزیل است. وی در حال حاضر عضو تیم ملی والیبال برزیل و باشگاه هالک بانک آنکارا می‌باشد. د سوزا با تیم ملی برزیل موفق به کسب مدال نقره در لیگ جهانی و سه مدال طلا در جام پان آمریکا، قهرمانی آمریکای جنوبی و جام بزرگ قهرمانان جهان شده است. وی همچنین در المپیک ریو ۲۰۱۶ حضور داشت و به همراه دیگر بازیکنان تیم برزیل به مدال طلا دست یافت. وی میان سال های ۲۰۱۰ تا ۲۰۲۱ عضو تیم ملی والیبال مردان برزیل بود و در اکتبر ۲۰۲۱ به دلیل بروز افکار ضد همجنسگرایانه توسط فدراسیون والیبال برزیل و در ۳۳ سالگی از تیم ملی اخراج شد. 